# 멧도요

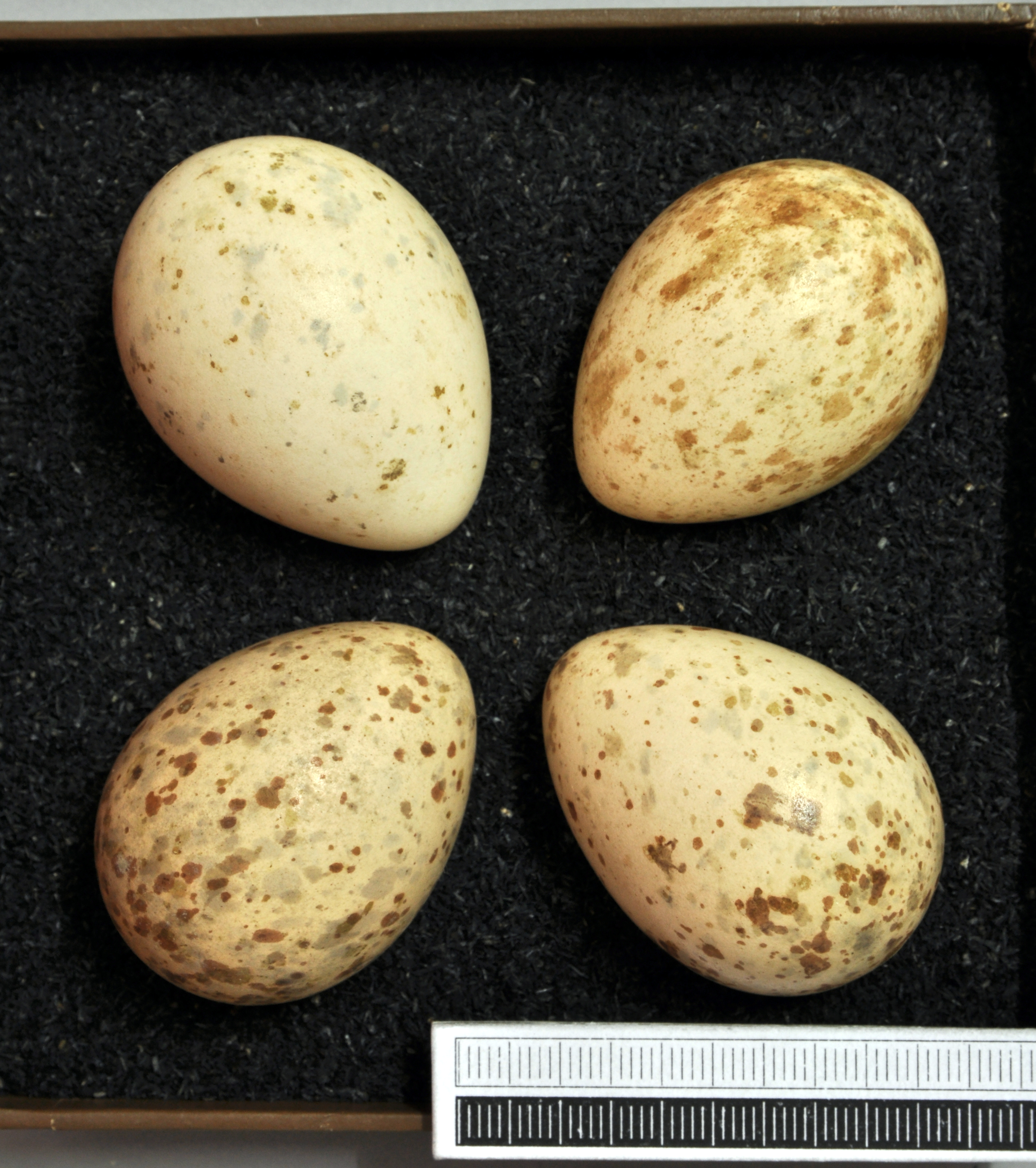
멧도요의 알.

멧도요(Eurasian woodcock, Scolopax rusticola)는 중간 크기의 물떼새아목의 새로, 온화한 아북극 유라시아에서 볼 수 있다.

## 개요
다 큰 놈들은 총 길이가 33~38 센티미터 (13~15 인치)이며 55~65 센티미터 (22~26 인치)의 길고 곧바른 부리와 55~65 센티미터 (22~26 인치)의 날개를 가지고 있다.

## 분류 체계
멧도요의 현재 학명은 1758년 린네가 《자연의 체계》라는 책에 기술하였다.